# Calicina polina
Calicina polina is een hooiwagen uit de familie Phalangodidae. De wetenschappelijke naam van Calicina polina gaat terug op Briggs.